# Gisela Mahlmann
Gisela Mahlmann (* 1945 in Fürstenfeldbruck) ist eine deutsche Fernsehjournalistin. Bekannt wurde sie als Moderatorin der Tagesthemen und spätere ZDF-Chinakorrespondentin sowie mit zahlreichen Fernsehdokumentationen über China.

## Leben
Mahlmann begann ihre journalistische Tätigkeit 1968 beim Südwestfunk in Hörfunk und Fernsehen, wo sie bis 1988 als Reporterin und Redakteurin in den Bereichen Aktuelles, Politik und Kultur arbeitete. Von 1980 bis 1981 war sie u. a. Moderatorin der Tagesthemen in der ARD.
Von 1988 bis 1994 berichtete sie als Korrespondentin des ZDF mit Sitz in Peking aus China, Nordkorea und der Mongolei, dabei u. a. vom Tian’anmen-Massaker 1989. Auf Reisen durch China entstanden zahlreiche Berichte über die für Europäer schwer zugänglichen und weitgehend unbeachteten chinesischen Provinzen.
Von 1998 bis 2001 leitete sie die Redaktion der vom Südwestrundfunk produzierten Dokumentarreihe Schätze der Welt – Erbe der Menschheit.
Heute ist sie als freie Journalistin und Chinaexpertin tätig. Ende 1996 gründete sie zusammen mit Freunden den gemeinnützigen Verein „Hope Baden-Baden – Schulbildung für die ärmsten Kinder Chinas“, der unter anderem Zeltschulen für tibetische Nomadenkinder finanziert.
Gisela Mahlmann ist verheiratet mit dem Hörfunkjournalisten Bernhard Hermann, hat drei Söhne und lebt in Baden-Baden.